# فرقة الجحيم (فلم 1985)
فرقة الجحيم (بالإنجليزية: Hell Squad) ، أو مايعرف فرقة الكوماندو (Commando Squad) أو فتيات كوماندو (Commando Girls)، عرضت الإعلان للفيلم عام 1985م، وأصدرت في اليوم الأول من يناير عام 1986م، من إنتاج مجموعة كانون.

## قصة
قام أحد قطاع الطرق في أرض الصحراءباختطاف ابن السفير الأمريكي، فقاموا بأخذه إلى القلعة يرأسها أحد العصابات، فيقوم السفير الأمريكي باستغاثة الفتيات الأمريكيات اللاتي أتين من مدينة لاس فيغاس إلى أرض الصحراء للبحث عن الخاطفين، وبعد أن قام الجيش الأمريكي بتدريبات الفتيات باستخدام رشاش إم 16 لغرض انقاذ ابن السفير الأمريكي المسجون في القلعة.